# Бовенден
Бовенден (нем. Bovenden) — община в Германии, в земле Нижняя Саксония.
Входит в состав района Гёттинген. Население составляет 13 350 человек (на 31 декабря 2010 года). Занимает площадь 63,54 км².
| Год  | Население |
| ---- | --------- |
| 1990 | 13 254    |
| 1995 | 13 409    |
| 2000 | 13 300    |
| 2005 | 13 735    |
| 2010 | 13 395    |